# Сайла Итайарадж
Saila Ithayaraj (Сайла Итайарадж) (1977 г.р.) — шриланкийский активист за права женщин. Она известна борьбой за права вдов.

## Биография
Сайла Итайарадж родилась в Джафне на севере Шри-Ланки в 1977 году в семье рыбака. В 1987 году её отец был убит в результате обстрела во время вмешательства Индии в гражданскую войну Шри-Ланки. После убийства отца Сайла и её мать стали кормильцами семьи.
По причине внутренних конфликтов различных штатов Шри-Ланки семья Итайарадж переехала.
В новой деревне Сайла стала президентом группы вдов, Tharaka, созданной Shantiham в 2002 году. Организация пытается улучшить психологическое благополучие шриланкийцев в зонах военных действий.

## Активизм
Деятельность организации Tharaka:
1. расширение прав и возможностей вдов
2. развитие деревень путем улучшения системы образования и инфраструктуры. Например, содержание колодцев и строительство домов для вдов и обездоленных людей.
3. помощь детям, покинувшим школу из-за войны. Организация под руководством Сайлы помогает бывшим школьникам вернуться к образованию, а также организует частные уроки.
4. организация объединяет женщин из разных регионов Шри-Ланки для совместной деятельности и обмена опытом[1].

## Международное признание
В 2005 году Сайла Итайарадж была одной из 1000 женщин и одной из 12 шриланкийских борцов за мир, номинированных на Нобелевскую премию мира в рамках проекта 1000 PeaceWomen.